# Lars Vegard
Lars Vegard (Vegårshei, 3 de fevereiro de 1880 – Oslo, 21 de dezembro de 1963) foi um físico norueguês, conhecido especialmente como um pesquisador da aurora polar.
Nasceu em Vegårshei, filho do fazendeiro Nils Gundersen Grasaasen (1840–1886) e de Anne Grundesdatter Espeland (1839–1930). Frequentou o ensino médio em Risør e fez o examen artium em Kristiania em 1899. Estudou na Universidade de Oslo graduando-se em 1905. Foi assistente de Kristian Birkeland em 1906, sendo aluno de Joseph John Thomson de 1908 a 1910 e de Wilhelm Wien de 1911 a 1912. Em 1912 publicou “Über die Lichterzeugung in Glimmlicht und Kanalstrahlen” no Annalen der Physik, que lhe valeu o grau de doutorado em 1913. Continuou avançando de posto na Universidade, trabalhando como docente de 1913 a 1918 e professor de 1918 a 1952. Foi também decano na Faculdade de Matemática e Ciências Naturais de 1937 a 1941.